# Klaus-Peter Balthasar
Klaus-Peter Balthasar (* 6. August 1954 in Klotten/Mosel) ist ein deutscher Jurist und ehemaliger Kommunalpolitiker (CDU). Von April 1990 bis April 2000 war er hauptamtlicher Landrat des Landkreises Cochem-Zell. Außerdem war er zunächst Vorstandsmitglied, dann Vorstandsvorsitzender der SÜWAG Energie AG (Frankfurt am Main) in der Zeit von Mai 2000 bis zum 31. Dezember 2010.

## Leben
Klaus-Peter Balthasar legte am Martin-von-Cochem-Gymnasium in Cochem 1974 das Abitur ab und war bis 1976 Zeitsoldat bei der Luftwaffe. Das Studium der Rechtswissenschaften schloss er 1984 mit dem Assessorexamen ab und promovierte 1986 am Lehrstuhl von Horst Ehmann zu einem arbeitsrechtlichen Thema.
Ab 1986 arbeitete er zunächst als Richter in der ordentlichen Gerichtsbarkeit an den Amtsgerichten Mayen und Koblenz, danach wurde er zum Richter am Verwaltungsgericht Koblenz ernannt. In den Jahren 1988 bis 1990 hatte er die Funktion des Leiters des Präsidialbüros und Protokolls des Bundesrates unter den Präsidenten Bernhard Vogel, Björn Engholm und Walter Momper inne. Im April 1990 wurde er zum hauptamtlichen Landrat des Landkreises Cochem-Zell gewählt. Von April 2000 bis 31. Dezember 2010 wurde er zunächst zum Mitglied des Vorstands, ab 2002 zum Vorstandsvorsitzenden der SÜWAG Energie AG berufen. Seit 2011 ist er als Rechtsanwalt zugelassen und Mitglied der Rechtsanwaltskammer Frankfurt/Main.
In den Jahren 1996 bis 2000 war Balthasar Mitglied des Aufsichtsrates und des Präsidiums der RWE AG. Von 2005 an war er zunächst Mitglied des Aufsichtsrates der Deutschen Ring Krankenversicherung (Hamburg), ab 2009 der Signal-Iduna Allgemeine Versicherung und 2016 der Signal-Iduna Krankenversicherung (Dortmund).
Seit 1995 ist er ehrenamtlicher Präsident des DRK-Kreisverbandes Cochem-Zell.

## Schriften
- Der allgemeine Informationsanspruch des Betriebsrats (= Rechtswissenschaftliche Forschung und Entwicklung. Band 85). Verlag V. Florentz, München 1986. (Dissertation) ISBN 3-88259-395-4